# Onoré phaéton
Zonerodius heliosylus
Genre
Espèce
Statut de conservation UICN

 NT  : Quasi menacé
L'Onoré phaéton (Zonerodius heliosylus) est une espèce d'oiseaux de la famille des ardéidés, la seule du genre Zonerodius. La biologie et l’écologie de cette espèce sont très peu connues.

## Répartition

Répartition de l'Onoré phaéton

Cette espèce vit  en Nouvelle-Guinée, les îles Aru et sur l’île Salawati. L'Onoré phaéton fréquente les cours d’eau de la forêt tropicale.